# Port au Port West-Aguathuna-Felix Cove
Port au Port West-Aguathuna-Felix Cove est une municipalité située dans la province de Terre-Neuve-et-Labrador, dans l'ouest de Terre-Neuve.